# Śruti

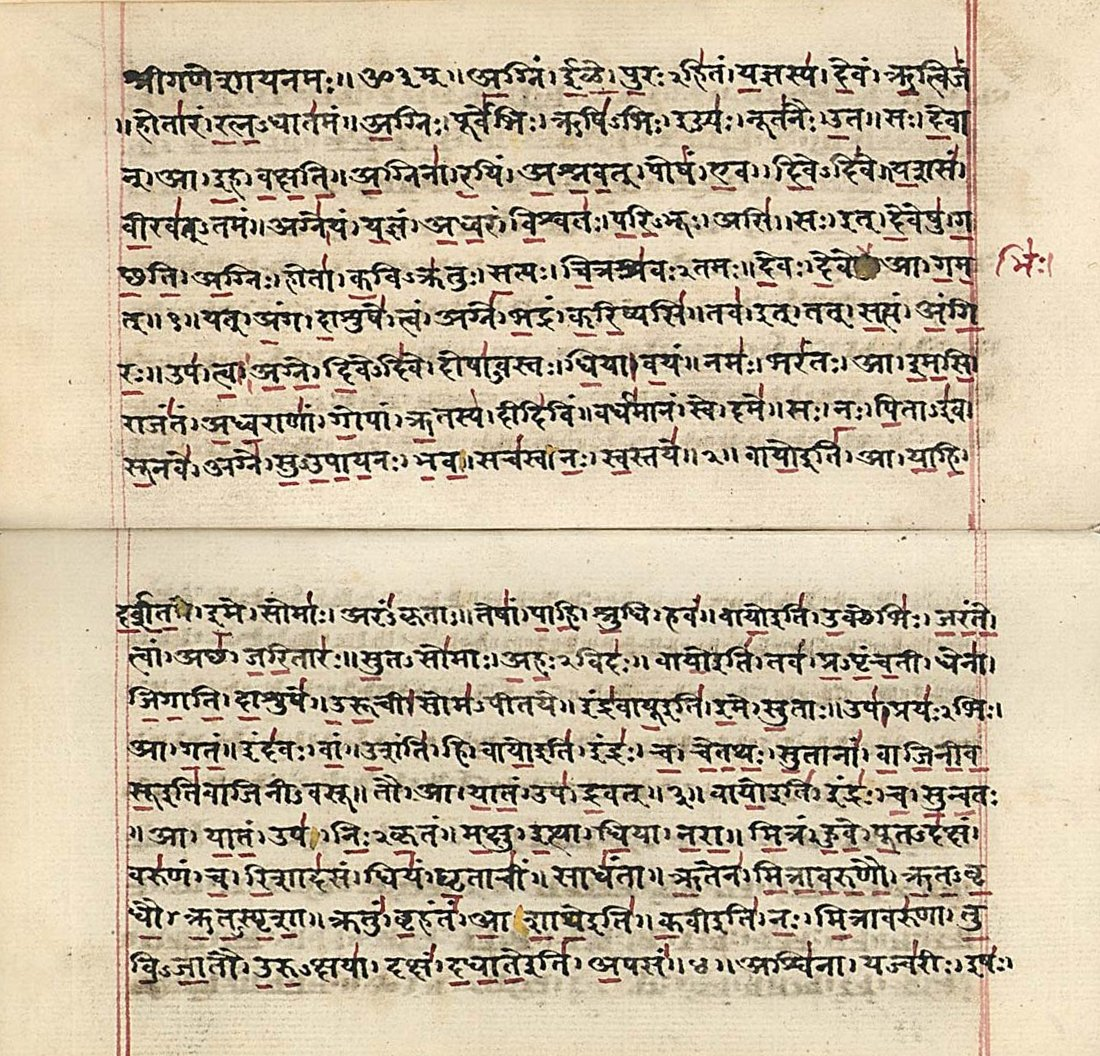
Ejemplar del Rig-veda, en idioma sánscrito, escrito con letra devanagari.

Los Śruti (sánscrito: ‘lo oído’) o Shruti se refiere al conjunto de textos revelados de la  religión hinduista. Estos textos se contraponen a los textos creados a partir de la tradición o Smṛti (‘lo recordado’).

## Lista de textos shruti
Los hinduistas creen que los textos shruti (‘lo que se oye’, lo que escucharon los sabios rishis directamente de los dioses) no fueron creaciones del hombre, no son obras de origen intelectual, sino revelaciones directas de los dioses a los hombres.[cita requerida]
Los rishis (sabios o videntes) fueron los intermediarios que captaron esas revelaciones divinas. Estos textos son universales y eternos.
No pueden ser interpretados, sino seguidos al pie de la letra.
- Los cuatro Vedas (compuestos en la forma más arcaica del sánscrito):
  - Rigveda, el texto más antiguo de la India, de mediados del II milenio a. C.
  - Yajurveda, el libro de los yajñas; una tercera parte de sus himnos son copiados del Rigveda.
  - Samaveda, el conocimiento cantado; todos sus himnos son copiados del Rigveda, pero reordenados para adaptarse a rituales específicos.
  - Atharvaveda, el Veda de [el sabio] Atharva, con encantamientos y las primeras disquisiciones acerca del origen mítico del Universo (que abriría paso a las especulaciones místicas de las Upanishad).

Cada Veda, a su vez, consta de cuatro partes:
- Samhita (himnos, el núcleo central del texto)
- Bráhmanas (rituales)
- Aranyaka (interpretaciones) y
- Vedānta (las Upanishad, meditaciones místico-filosóficas compuestas desde el siglo VII a. C.).